# ゴールデンユートピアおおち

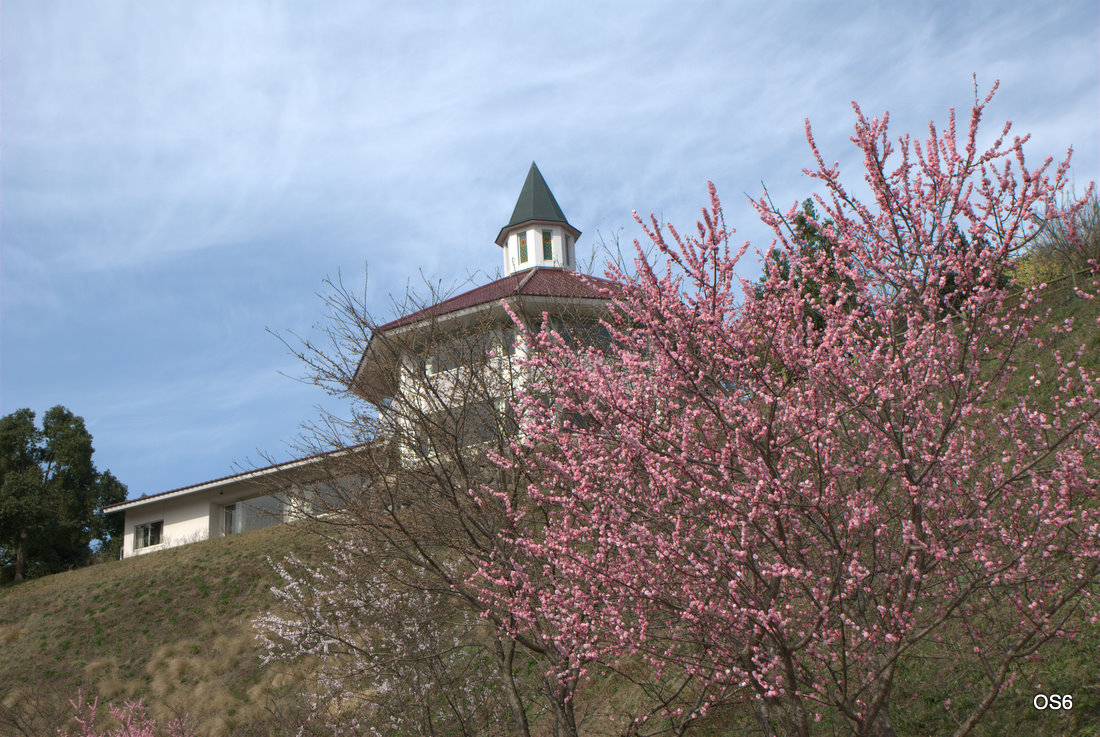
ゴールデンユートピアおおち

ゴールデンユートピアおおちは、島根県邑智郡美郷町粕淵にある、石見ワイナリー株式会社が運営する複合施設。温浴施設・プール・テニスコート・宿泊施設を備える。

## 施設
- プール
- 温浴施設
- エアロビクスルーム
- 研修室、会議室
- テニスコート（オムニコート4面、うち2面屋根付き）
- 芝生広場、大型遊具
- 四季の杜ゲストハウス

## 利用案内
- 休館日　なし